# Laurent Dassault
Pour les articles homonymes, voir Dassault.
Laurent Dassault, né le 7 juillet 1953 à Neuilly-sur-Seine, est un homme d'affaires français. Il est le fils de Serge Dassault et le petit-fils de Marcel Dassault.
Le magazine Forbes le classe 361e fortune mondiale en 2020, à égalité avec ses 3 frères et sœurs avec environ 5 milliards d'euros chacun, l'une des premières fortunes françaises.

## Biographie

### Formation
Licencié en droit des affaires à l’université Panthéon-Assas, (1974 - 1977) et diplômé de l’École supérieure libre de sciences commerciales appliquées (ESLSCA - Paris), Laurent Dassault fait ses classes dans l'Armée de l’Air en décembre 1977, puis il occupe le poste d'officier de renseignements au 3e Escadron de chasse 3/3 Ardennes, à Nancy-Ochey, en décembre 1978, après le cursus d'élève officier de réserve. Il est nommé capitaine  de réserve, en octobre 1986.

### Activités professionnelles
Après avoir fait carrière dans le milieu bancaire, de 1977 à 1990, Laurent Dassault rejoint le groupe Dassault à travers Dassault Investissements. Il est chargé de la diversification du groupe notamment dans les domaines de la viticulture et de l'art. Il est président de Château Dassault et propriétaire  d'un domaine en Argentine en association avec Benjamin de Rothschild. Il préside le Conseil de surveillance de l’Immobilière Dassault. En 2020, il échoue à prendre la direction de la holding Groupe industriel Marcel Dassault en raison de dissensions au sein de la famille,.

### L'art
Passionné d’art et grand collectionneur, Laurent Dassault est l’un des administrateurs d’Artcurial SA, dirigée par Nicolas Orlowski et François Tajan, et co-gérant d’Artcurial développement. Au cours des dernières années, Laurent Dassault a contribué à la création d’Artcurial Deauville. En 2006, à son initiative, la maison est devenue actionnaire d'Arqana, société de vente aux enchères de chevaux de course, aux côtés de l'Aga Khan. À ces mandats s’ajoute un engagement personnel dans l’art. Administrateur de la société des Amis du Musée national d'art moderne-Centre Pompidou, administrateur du musée d’Art moderne de la ville de Paris et Président des Amis du FRAC Aquitaine (Fonds Régional d’Art Contemporain d’Aquitaine) et depuis novembre 2009 Laurent Dassault, a créé aux côtés d’Hadrien de Montferrand, une galerie spécialisée dans le dessin contemporain, basée à Pékin dans le centre 798.

### Le vin
Depuis 1994, il dirige la propriété familiale Château Dassault, Grand Cru Classé de Saint-Emilion. En 1997, il développe la branche vinicole, rebaptise le second vin le D de Dassault. En 1998, il contribue à l'acquisition de Château Lafleur, et à l'obtention de parts dans Château Cheval Blanc. La même année, Laurent Dassault acquiert avec six autres propriétaires bordelais de renom 850 hectares de terres en Argentine. Ils créent ensemble le Clos de los Siete. En 2001, il signe avec la famille chilienne Luksic, propriétaire de Vina San Pedro, un accord de coentreprise et acquiert 70 hectares déjà plantés, créant ainsi le domaine Altaïr. Il revend ses parts en 2007.

## Mandats en cours

### Depuis juin 1991: Groupe Dassault
- Président de Dassault Wine Estates
- Président du Conseil de Surveillance de l’Immobilière Dassault
- Co-gérant du Comité d’Étude et de Développement d’Artcurial (Chine – Émirats arabes unis)
- Administrateur d'Artcurial SA
- Conseiller auprès du directoire de Arqana
- Administrateur de Sogitec Industries
- Administrateur de SITA (Suisse)

### Depuis juin 1991: Hors Groupe Dassault
- Administrateur de Société Financière Louis Potel & Chabot
- Administrateur et membre du comité des comptes de Generali France
- Administrateur de Kudelski (Suisse)
- Administrateur de la Banque privée Edmond de Rothschild (Luxembourg)
- Administrateur de Power corporation du Canada (Canada)
- Administrateur de Lepercq de Neuflize & co. Inc (États-Unis)
- Administrateur de l’Organisation pour la Prévention de la Cécité (OPC)
- Administrateur de l’Association des Amis du Musée National d'Art Moderne (Centre Georges Pompidou)
- Chairman of the advisory board de Catalyst Investments (Israël)
- Trésorier de l'Association pour la Mémoire des Enfants cachés et des Justes (Chambon sur Lignon)
- Administrateur de la Banque Warwyck (Ile Maurice)
- Président des Amis du Fonds régional d'art contemporain d'Aquitaine
- Vice Président de l'Association des Amis du Musée d'Orsay
- Membre du comité de surveillance de FLCP & Associés

## Décorations
- Officier de la Légion d'honneur (décret du 27 mars 2016)[7]
  -  Chevalier de la Légion d'honneur le 30 septembre 2003, insigne reçu de son ami Vincent Bolloré. Proposé au Ministère des Finances, il est décoré pour 25 ans d'activités professionnelles et de services militaires.
- Chevalier de l'ordre des Palmes académiques en 2010
- Officier de l'ordre des Arts et des Lettres le 16 décembre 2008
- Officier de l’Ordre de la Couronne de Belgique le 12 décembre 2006

## Filmographie
- 2019 : Les Plus Belles Années d'une vie : le réceptionniste
- 2019 : Le Meilleur reste à venir de Matthieu Delaporte et Alexandre De La Patellière : un chercheur
- 2020 : Amants : sommelier
- 2021 : L'amour c'est mieux que la vie de Claude Lelouch : lui-même
- 2023 : Les Rois de la piste de Thierry Klifa : le médecin
- 2024 : Le Comte de Monte-Cristo de Mathieu Delaporte : un convive chez les Morcerf[8]
- 2024 : Finalement : le directeur de la banque

## Vie privée
Laurent Dassault se marie en 1977 à Martine Raych Dassault, journaliste d'art et romancière, dont il a deux fils : Julien, né en 1979 et Adrien, né en 1984. Il divorce en 1994 et se remarie en 2002 avec Martine de Souza, morte en 2019. 
En 2011, son fils Adrien devient président d'une société spécialisée dans le développement d'applications et de jeux sur smartphones, Heliceum. 
Il est un passionné de polo et de golf.